# Alfa Romeo Giulietta (2010)

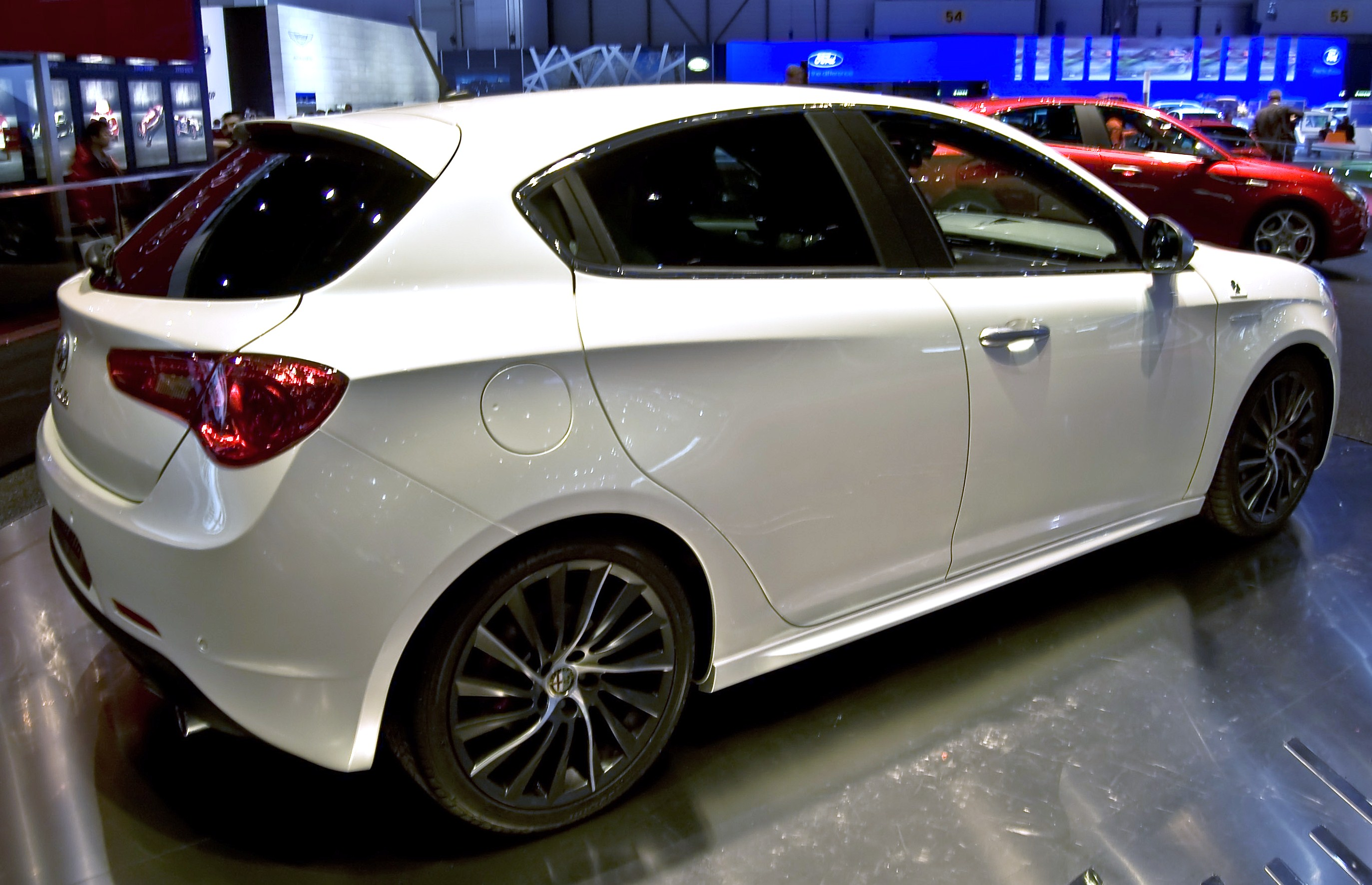
Alfa Romeo Giulietta en el Salón de Ginebra 2010.

El Alfa Romeo Giulietta (Proyecto 191) es un automóvil de cinco puertas del segmento C producido por el fabricante italiano Alfa Romeo. Se presentó en 2009 en el 80.º Salón Internacional de Ginebra, y se comercializó desde 2010 hasta 2022 (coincidiendo con el centenario de Alfa Romeo). Sustituyó al Alfa Romeo 147 y durante su desarrollo su código interno fue progetto 940.

## Plataforma
La longitud del Giulietta es de 4,35 metros, estrenando la nueva plataforma modular compacta de Alfa Romeo denominada Compact.

## Seguridad y ayudas a la conducción
Es el automóvil más seguro del segmento C según los resultados de las pruebas de seguridad pasiva realizadas por el organismo europeo Euro NCAP, obteniendo un 97% de protección para adultos. El equipamiento de seguridad de serie incluye además sistema Alfa DNA, diferencial electrónico Q2 con DST, control de estabilidad de Alfa Romeo VDC (con ASR y hill holder), sistema Prefill, 6 airbags, cinturones delanteros con pretensor doble y asientos delanteros con sistema “antiwiplash”. Sin embargo, una nueva evaluación hecha en 2017 con estándares actualizados en la misma EuroNCAP, terminó con una puntuación de tres estrellas con una calificación catalogada de "pobre" para acompañantes traseros tanto en protección torácica como del cuello.

## Equipamiento
Se completan la dotación de serie en todos los modelos con climatizador manual, llantas de 16 pulgadas, cristales delanteros eléctricos y ordenador de viaje. El sistema Blue&Me también estará disponible de serie o como opción en toda la gama.

## Mecánicas
En el lanzamiento estarán disponibles 5 motores dotados de turbo, todos homologados para cumplir las normas Euro V y equipados de serie con Start&Stop para la reducción de consumos y de emisiones. Todas las cajas de cambio serán de 6 velocidades. Con algunas motorizaciones se podrá escoger opcionalmente la caja de cambios automática de doble embrague en seco Alfa TCT.

### Tabla resumen de mecánicas
| Mecánica            | Inicio | Fin  | Familia | Tecnología         | Combustible    | Cil. | Cubicaje (cc.) | Vál. | Potencia (CV/ rpm) | Par (Nm/ rpm) | Vel. máx. (km/h) | Aceleración 0-100 km/h (s) | Consumo (l/100km) | Emisión CO2 (g/km) | S&S | Transmisión                   | Rel. |
| ------------------- | ------ | ---- | ------- | ------------------ | -------------- | ---- | -------------- | ---- | ------------------ | ------------- | ---------------- | -------------------------- | ----------------- | ------------------ | --- | ----------------------------- | ---- |
| 1.4 TB              | 2012   |      | TB      | Turbo              | Gasolina       | 4L   | 1368           | 16   | 105/ 5000          | 215/ 2500     | 185              | 10,6                       | 6,4               | 148 EURO 6         | Si  | Delantera Manual              | 6    |
| 1.4 TB              | Debut  |      | TB      | Turbo              | Gasolina       | 4L   | 1368           | 16   | 120/ 5000          | 215/ 2500     | 195              | 9,4                        | 6,4               | 148 EURO 6         | Si  | Delantera Manual              | 6    |
| 1.4 TB MultiAir     | Debut  |      | TB      | MultiAir Turbo     | Gasolina       | 4L   | 1368           | 16   | 170/ 5500          | 250/ 2500     | 218              | 7,8                        | 5,7               | 131 EURO 6         | Si  | Delantera Manual              | 6    |
| 1.4 TB MultiAir TCT | 2011   |      | TB      | MultiAir Turbo     | Gasolina       | 4L   | 1368           | 16   | 170/ 5500          | 250/ 2500     | 218              | 7,6                        | 5,1               | 119 EURO 6         | Si  | Delantera Automática Alfa TCT | 6    |
| 1750 TBi            | Debut  |      | TBi     | Var. de fase Turbo | Gasolina       | 4L   | 1742           | 16   | 241/ 5500          | 340/ 1900     | 242              | 6                          | 7,6               | 177 EURO 5         | No  | Delantera Manual              | 6    |
| 1.6 JTDm            | Debut  |      | JTD     | Multijet II Turbo  | Diésel         | 4L   | 1598           | 16   | 105/ 4000          | 320/ 1750     | 185              | 8,3                        | 4                 | 104 EURO 5+        | Si  | Delantera Manual              | 6    |
| 2.0 JTDm            | 2010   | 2013 | JTD     | Multijet II Turbo  | Diésel         | 4L   | 1956           | 16   | 140/ 4000          | 350/ 1500     | 205              | 9                          | 4,5               | 119 EURO 5         | Si  | Delantera Manual              | 6    |
| 2.0 JTDm            | 2013   |      | JTD     | Multijet II Turbo  | Diésel         | 4L   | 1956           | 16   | 150/ 3750          | 380/ 1750     | 210              | 8,8                        | 4,2               | 110 EURO 5+        | Si  | Delantera Manual              | 6    |
| 2.0 JTDm            | Debut  | 2013 | JTD     | Multijet II Turbo  | Diésel         | 4L   | 1956           | 16   | 170/ 4000          | 350/ 1750     | 218              | 8                          | 4,7               | 124 EURO 5         | Si  | Delantera Manual              | 6    |
| 2.0 JTDm TCT        | 2011   | 2013 | JTD     | Multijet II Turbo  | Diésel         | 4L   | 1956           | 16   | 170/ 4000          | 350/ 1750     | 218              | 7,9                        | 4,5               | 116 EURO 5         | Si  | Delantera Automática Alfa TCT | 6    |
| 2.0 JTDm TCT        | 2013   |      | JTD     | Multijet II Turbo  | Diésel         | 4L   | 1956           | 16   | 175/ 3750          | 350/ 1750     | 220              | 7,8                        | 4,4               | 116 EURO 6         | Si  | Delantera Automática Alfa TCT | 6    |
| 1.4 TB GLP          | 2012   |      | TB      | EasyPower Turbo    | GLP o gasolina | 4L   | 1368           | 16   | 120/ 5000          | 206/ 1750     | 195              | 10,3                       | 6,3               | 134 EURO 5         | No  | Delantera Manual              | 6    |

## Ediciones especiales y limitadas

### Quadrifoglio Verde (2011)
El Giulietta Quadrifoglio Verde o Giulietta QV se trata de la versión más deportiva y con mayor equipamiento del Giulietta. Esta versión destaca sin lugar a dudas por la puesta a punto del chasis y la configuración mecánica. En el exterior, el coche se distingue por el legendario emblema "Quadrifoglio Verde" de Alfa Romeo, ubicado en el panel lateral, que identifica a la versión más deportiva de cada uno de los modelos de la marca. Además cuenta con suspensiones más firmes que bajan la carrocería 15 mm delante y 10 mm detrás, discos de freno sobredimensionados de 330mm y pinzas Brembo de 4 pistones. Bajo su capó se encuentra un motor turbo  gasolina de 235 CV con inyección directa y bloque de hierro ayudado por el diferencial autoblocante Q2.
A partir del año 2014 se corrigieron los pequeños fallos de diseño de este bloque-motor de hierro, siendo sustituido por un bloque de aluminio, así como diversos componentes de hierro sustituidos por acero, evitando así el problema de óxidos de las primeras unidades, generando ahora 240 CV, con una nueva gestión de motor. Además, esta nueva versión ahora viene unida a una caja de cambios automática de doble embrague en seco.

### Giulietta for Maserati (2011)
La marca de coches prémium Maserati eligió la versión Quadrifoglio Verde del Giulietta como vehículo de cortesía para sus concesionarios europeos. Tan solo se fabricaron 100 unidades de esta versión. Incorporaba carrocería de color gris, un interior con tapicería de piel Venere de Maserati de color marrón, varias piezas  aluminio pulido y el equipamiento más completo de la gama. Incorporaba una placa en la consola central con la inscripción "Alfa Romeo for Maserati".

### Quadrifoglio Verde Launch Edition (2014)
Con motivo del lanzamiento en 2014 de la nueva versión del Giulietta Quadrifoglio Verde, Alfa Romeo decidió presentar una serie especial, el ‘Giulietta Quadrifoglio Verde Launch Edition’ – se trata de una edición limitada y numerada de 999 unidades – que se caracteriza por motivos específicos como alerón y tapas de los retrovisores de fibra de carbono, faldones delanteros, traseros y laterales deportivos, y llantas de aleación de 5 orificios de 18” con tratamiento de antracita brillante. Esta versión solo estuvo disponible en Rojo Alfa o Rojo Competición tricapa, además del exclusivo color Gris Magnesio mate.
El Giulietta Quadrifoglio Verde ‘Launch Edition’ cuenta con el mismo motor montado en el deportivo Alfa Romeo 4C, se trata de un motor gasolina que se construyó completamente en aluminio para bajar el peso del conjunto del vehículo, con pistones y bielas forjadas que desarrolla 241 CV de potencia a 5750 rpm y un par máximo de 350 Nm a 2000 rmp. Monta  un turbocompresor BorgWarner twinscroll de geometría fija con sistema "overboost", inyección directa, doble variador de fase, todo ello combinado con el innovador cambio automático de 6 velocidades de doble embrague en seco ‘Alfa TCT’ con funcionamiento automático o secuencial con levas tras el volante.
Otro de los aspectos destacables de esta nueva versión es la función ‘Launch Control’ que optimiza todos los sistemas electrónicos a fin de garantizar la máxima aceleración, alcanzando el 0-100 km/h en solo 6 segundos.
Además este motor cuenta con una bomba eléctrica llamada After-Run Pump que mantiene la circulación de aceite en el turbocompresor para continuar refrigerando el turbo una vez el motor se ha detenido. La bomba puede mantenerse activa hasta 10 minutos después del apagado del motor.

### Fast & Furious
Para conmemorar la aparición del Alfa Romeo Giulietta en la película Fast & Furious 6, se comercializó en el Reino Unido, concretamente en el concesionario Alfa Romeo de Londres, una edición especial y limitada a solo 6 unidades, con volante a la derecha y con el motor 1.4 TBI de 170cv.

### Quadrifoglio Verde Squadra Corse (2015)
Se trata de una versión limitada de 100 unidades, vendida exclusivamente en el mercado Sudafricano, esta versión no será posible encontrarla en Europa. Estéticamente es similar al Quadrifoglio Verde Launch Edition de 2014 pero suprimiendo el catalizador en el sistema de escape, pasando de 241 a 285 cv y de 340 a 380 Nm de par. Se puede diferenciar de la versión Launch Edition por los emblemas de "Squadra Corse" en los flancos del vehículo.

## Publicidad

### Campaña de lanzamiento
Para la presentación internacional del Giulietta, Alfa Romeo utilizó el nuevo eslogan "Senza cuore saremmo solo macchine" ("Sin corazón, solo seríamos máquinas"), reinterpretación del usado anteriormente por la marca "Cuore sportivo" ("Corazón deportivo"). La campaña televisiva fue protagonizada por Uma Thurman.

### Fast & Furious
El Alfa Romeo Giulietta tuvo un papel protagonista en la película Fast & Furious 6.

## Fábricas

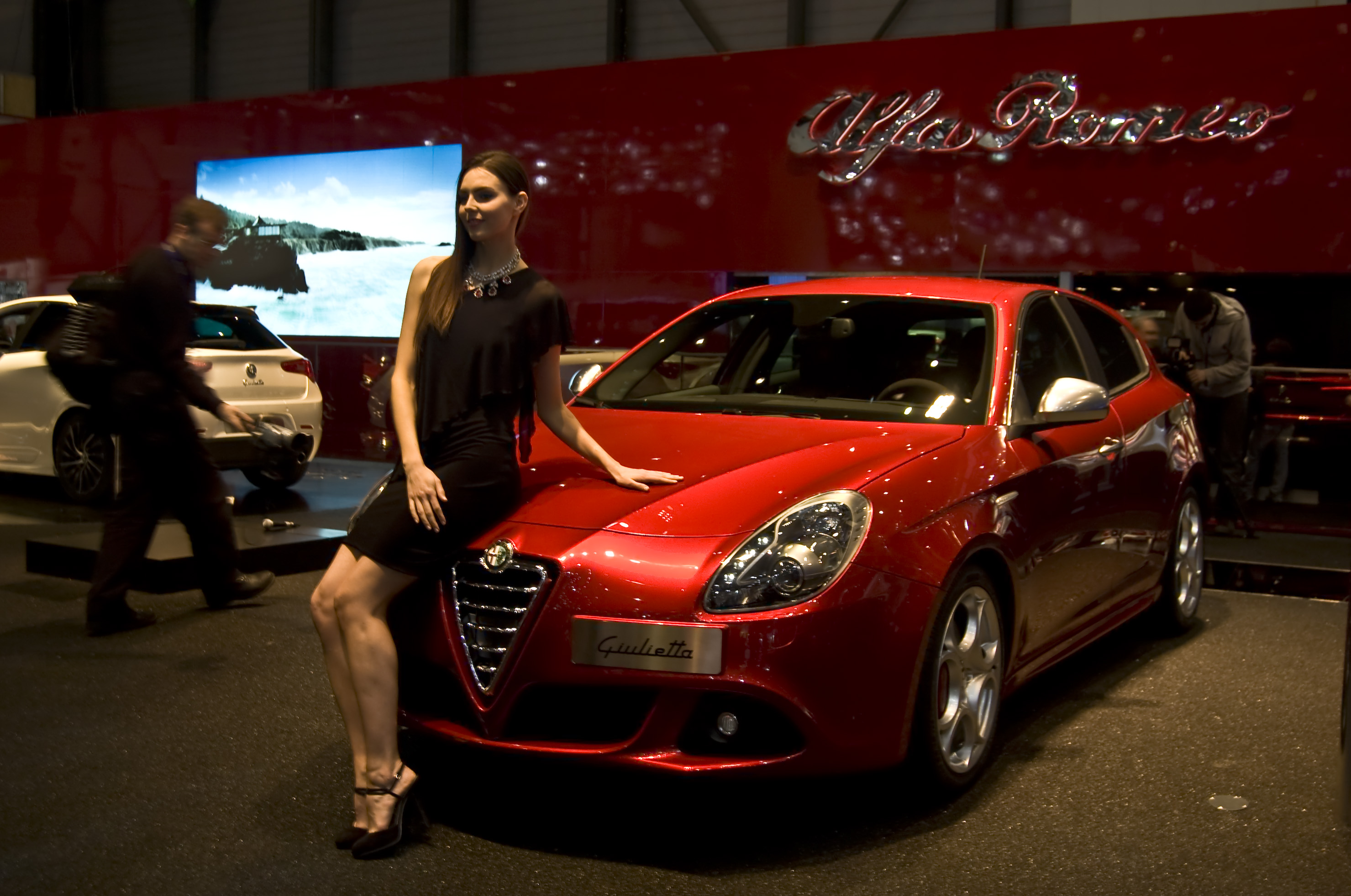
Alfa Romeo Giulietta en el Salón de Ginebra 2010.

Desde su lanzamiento, el Alfa Romeo Giulietta (2010) se produce en la planta de Fiat Cassino.